# Scardinius graecus
Scardinius graecus är en fiskart som beskrevs av Stephanidis, 1937. Scardinius graecus ingår i släktet Scardinius och familjen karpfiskar. IUCN kategoriserar arten globalt som akut hotad. Inga underarter finns listade i Catalogue of Life.